# Khách sạn Ryugyŏng
Khách sạn Ryugyŏng (tiếng Triều Tiên: 류경호텔, 柳京호텔, âm Hán Việt: Khách sạn Liễu Kinh) là một tòa nhà chọc trời đang được xây dựng với mục đích làm khách sạn tại Bình Nhưỡng, Cộng hòa Dân chủ Nhân dân Triều Tiên. Sau một thời gian 16 năm đình chỉ, công việc xây cất được tái tục kể từ tháng 4 năm 2008 dưới sự đầu tư của một nhà thầu Ai Cập mang tên Orascom Group, tuy nhiên, tính đến thời điểm hiện tại, nó vẫn chưa được hoàn thành. Công trình hiện có 105 tầng với chiều cao 333,3 mét và tổng diện tích sàn đạt 360.000 mét vuông. Đây là một trong những công trình cao nhất thế giới, xếp thứ 72 trong danh sách các tòa nhà cao nhất thế giới.
Năm 1992, tòa nhà đã cất nóc nhưng chưa có cửa sổ hay đồ nội thất. Việc xây dựng bị treo đến năm 2008 thì mới tiếp tục. Phần ngoại thất được cho là đã hoàn thành vào năm 2012. Triều Tiên đã vài lần lên kế hoạch khai trương tòa tháp nhưng lại trì hoãn.

## Hình ảnh

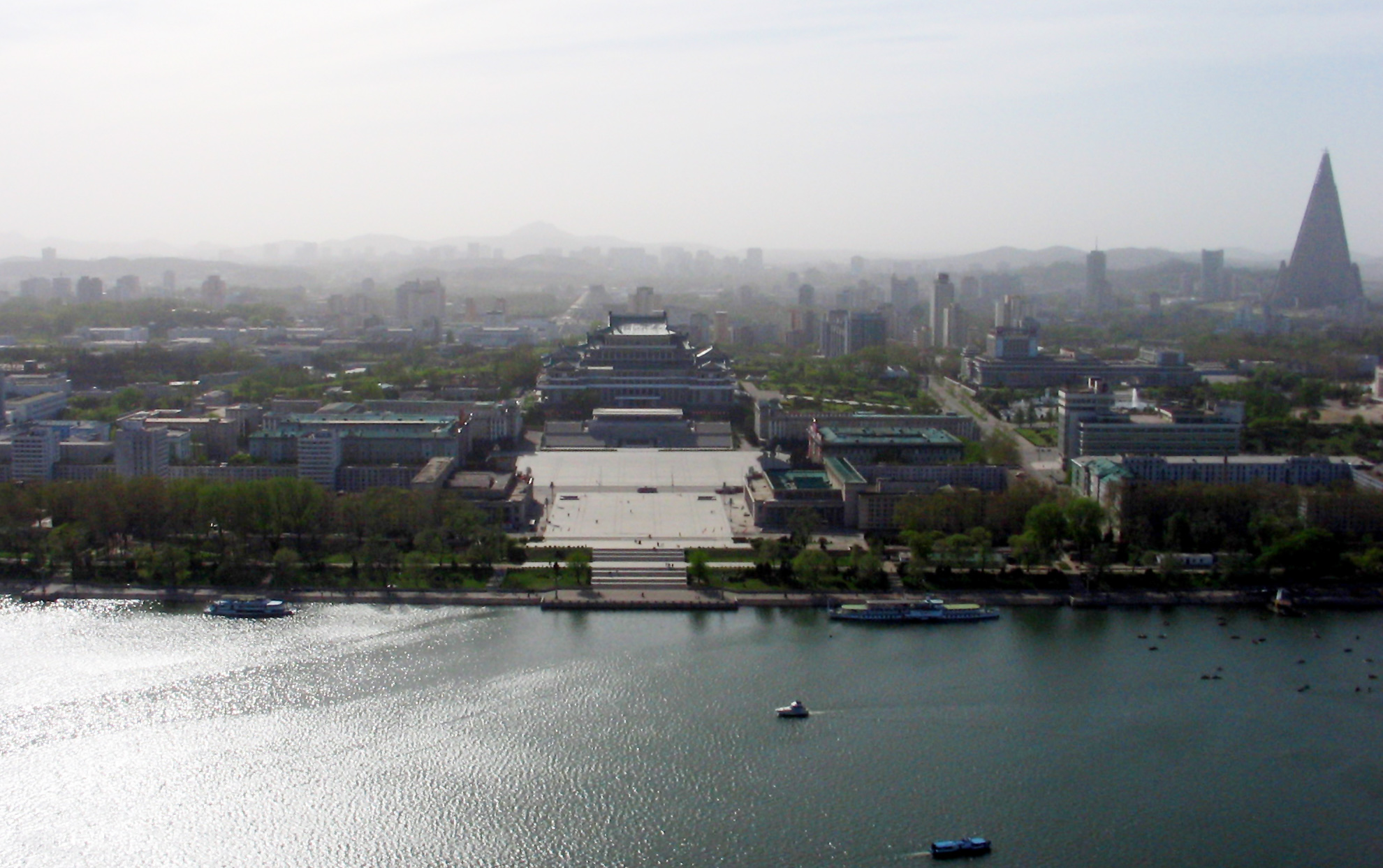
Quang cảnh Khách sạn Liễu Kinh và Quảng trường Kim Nhật Thành
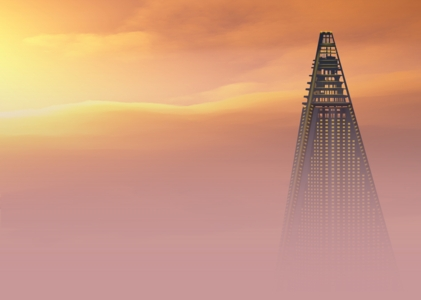
Phối cảnh khách sạn khi dự án hoàn thành